# 611
Évszázadok: 6. század – 7. század – 8. század
Évtizedek: 560-as évek – 570-es évek – 580-as évek – 590-es évek – 600-as évek – 610-es évek – 620-as évek – 630-as évek – 640-es évek – 650-es évek – 660-as évek
Évek: 606 – 607 – 608 – 609 –  610 – 611 – 612 – 613 – 614 – 615 – 616

## Események

### Bizánci Birodalom
- Hérakleiosz császár a belháborúban őt támogató Priszkoszt nevezi a kis-ázsiai hadak főparancsnokává. Priszkosz blokád alá veszi a kappadókiai Kaiszereia Mazaka városát elfoglaló Sáhén perzsa hadvezért. A császár meglátogatja őt a táborban, de Priszkosz betegségére hivatkozva nem találkozik vele.

### Európa
- A Burgundiából kiűzött ír Columbanus apát II. Theudebert austrasiai királynál talál menedéket, ahol találkozik korábbi tanítványaival, többek között Gallusszal is. A király megbízza őket, hogy a Bodeni-tónál, Bregenzben folytassák hittérítő munkájukat.
- Meghal Ceolwulf, Wessex királya. Utóda unokaöccse (vagy fia), Cynegils.

### Kína
- Jang császár magához rendeli Jongjang kogurjói királyt. Mikor az visszautasítja, a sértődött császár hadat üzen neki. A sorozás nem halad jól, a gyülekező hadakat máris járványok tizedelik, sok katona dezertál.
- A névlegesen kínai vazallus nyugati türk kagán, Hesana sem hajlandó a császár udvarába utazni, ezért a kínaiak felbujtják az egyik türk nemzetségfőt, hogy lázadjon fel. Hesana menekülni kényszerül, végül elutazik a császárhoz és hűséget fogad neki. Jang elismeri őt a türkök kagánjának, de nem engedi vissza a népéhez.

## Születések
- II. Leo, pápa

## Halálozások
- Ceolwulf, wessexi király

## Fordítás
- Ez a szócikk részben vagy egészben  a(z)   611 című angol Wikipédia-szócikk ezen változatának fordításán alapul.  Az eredeti cikk szerkesztőit annak laptörténete sorolja fel. Ez a jelzés csupán a megfogalmazás eredetét és a szerzői jogokat jelzi, nem szolgál a cikkben szereplő információk forrásmegjelöléseként.